# Ashley Sutton (autóversenyző)
Ashley Sutton (Bishop’s Stortford, Essex, 1994. január 15. –) brit autóversenyző, hazája túraautó-bajnokságnak (BTCC) négyszeres bajnoka. Ő lett a széria legfiatalabb győztese 1966 óta.

## Pályafutása
Sutton gokartozással kezdte a karrierjét 2000-ben és egészen 2009-ig maradt is ennél a szakágnál, amikor is a Formula Vee sorozatra váltott. Rögtön megnyerte az újoncok bajnokságát és 4. helyen végzett a sorozatban.
2014-ben a brit Formula Ford szériában folytatta karrierjét, összesen öt győzelmet szerzett és nem kevesebb mint 16 alkalommal állhatott dobogóra, azonban szezonja mégis egy hatalmas bukásról maradt leginkább emlékezetes amikor Knockhill-i pályán az autója műszaki hiba miatt nagy tempóval letért a pályáról és az autó orral a gumifalba fúrodott. 2015-ben a Renault Clio Kupában folytatta, méghozzá a brit túraautó-bajnokságban is érdekelt Team BMR csapat színeiben, a bajnoki idényt megnyerte, 6 győzelmet szerzett, tizennégyszer állt dobogóra, 4 pole-pozíciót szerzett és szintén 4 alkalommal futotta meg a verseny leggyorsabb körét a szezon folyamán.
2016 márciusában bejelentették hogy Sutton debütál a BTCC-ben az MG Racing RCIB Insurance csapattal egy MG6 GT-vel. Első versenyén a negyedik helyen végzett és még első szezonjában megszerezte első győzelmét is a sorozatban az esős crofti futamon és év végén megnyerte a Jack Sears Trophy-t, az összetett egyéni bajnokságban pedig a 13. helyen végzett. 2017-re visszatért a BMR csapatához amivel 2015-ben megnyerte a Renault Clio Kupát, ezuttal egy Subaru Levorg GT-t vezetett. A szezon nem indult valami jól számára, az első hétvégén Brands Hatch-ben nem tudott pontot szerezni, de ezután nyert az Oulton Parkban, Snettertonban, Knockhillben és Rockinghamben. 10 pontos előnnyel utazhatott az utolsó versenyhétvégére a 2. helyezett Colin Turkington előtt. Ugyan a hétvége második futamát Turkington nyerte a 15. rajthelyről indulva, azonban a szezon utolsó versenyén a 2. körben Turkingtont kilökték, ez pedig Sutton bajnoki címét jelentette. Sutton a legfiatalabb BTCC bajnok John Fitzpatrick 1966-os sikere óta. 2018-ban a BTCC-ben a 4. lett a végelszámolásnál, az év során 6 győzelmet szerzett, megnyerte a Knockhill-i második futamot is, ám a verseny utáni ellenőrzésen kizárták, mivel az autója nem felelt meg az előírt súlyszabályoknak. A BTCC mellett 2018-ban szerepelt egy hétvégén a brit TCR sorozatban is egy hétvégén az Oulton Parkban megrendezett futamokon, megszerezte a pole-pozíciót, az első versenyen megfutotta a leggyorsabb kört és mindkét futamot könnyedén nyerte. Az év végén a TCR Európa-kupa sorozat szezonzáró barcelonai megmérettetésén is részt vett, az első futamon a 4. helyen végzett, a másodikon pedig felállhatott a dobogó legalsó fokára miután maga mögött sikerült tartani a verseny végén Michelisz Norbertet.

## Eredményei

### Teljes Brit Renault Clio kupa eredménysorozata
| T | 2 | 1 | 7 | 2 | 2 | 2 | 5 | Ki | 1 | 2 | 2 | 3 | 1 | 5 | 1 | 2 | 1 | 1 |

### Teljes Brit túraautó-bajnokság eredménysorozata
| Év   | Csapat                    | Autó             | 1   | 1   | 1   | 2   | 2   | 2   | 3   | 3   | 3   | 4   | 4   | 4   | 5   | 5   | 5   | 6   | 6   | 6   | 7   | 7   | 7   | 8   | 8   | 8   | 9   | 9   | 9   | 10  | 10  | 10  | Helyezés | Pont |
| 2016 | MG Racing RCIB Insurance  | MG6 GT           | BRH | BRH | BRH | DON | DON | DON | THR | THR | THR | OUL | OUL | OUL | CRO | CRO | CRO | SNE | SNE | SNE | KNO | KNO | KNO | ROC | ROC | ROC | SIL | SIL | SIL | BRH | BRH | BRH | 13.      | 162  |
| ---- | ------------------------- | ---------------- | --- | --- | --- | --- | --- | --- | --- | --- | --- | --- | --- | --- | --- | --- | --- | --- | --- | --- | --- | --- | --- | --- | --- | --- | --- | --- | --- | --- | --- | --- | -------- | ---- |
| 2016 | MG Racing RCIB Insurance  | MG6 GT           | 4   | 6   | 10  | 5   | 13  | 5   | Ki  | 15  | 5   | 19  | 27  | 12  | 3   | 5   | 1   | 25  | Ki  | 14  | 11  | Ki  | Ki  | 6   | 5   | 19  | Kiz | 26  | 10  | 9   | Ki  | 24  | 13.      | 162  |
| 2017 | Adrian Flux Subaru Racing | Subaru Levorg GT | BRH | BRH | BRH | DON | DON | DON | THR | THR | THR | OUL | OUL | OUL | CRO | CRO | CRO | SNE | SNE | SNE | KNO | KNO | KNO | ROC | ROC | ROC | SIL | SIL | SIL | BRH | BRH | BRH | 1.       | 372  |
| 2017 | Adrian Flux Subaru Racing | Subaru Levorg GT | 16  | Ki  | 21  | 13  | 3   | 3   | 6   | 8   | 6   | 3   | 1   | 4   | 1   | 2   | 2   | 1   | 1   | Ki  | 2   | 1   | 4   | 2   | 1   | 5   | 5   | 4   | 11  | 3   | 12  | 3   | 1.       | 372  |
| 2018 | Adrian Flux Subaru Racing | Subaru Levorg GT | BRH | BRH | BRH | DON | DON | DON | THR | THR | THR | OUL | OUL | OUL | CRO | CRO | CRO | SNE | SNE | SNE | ROC | ROC | ROC | KNO | KNO | KNO | SIL | SIL | SIL | BRH | BRH | BRH | 4.       | 256  |
| 2018 | Adrian Flux Subaru Racing | Subaru Levorg GT | 7   | 12  | 4   | 12  | 8   | 6   | 15  | 11  | 20  | 21  | 23  | 13  | 1   | 1   | 7   | 2   | 1   | 20  | 2   | 1   | 17  | 1   | Kiz | 8   | 11  | 27  | 12  | Ki  | 8   | 1   | 4.       | 256  |
| 2019 | Adrian Flux Subaru Racing | Subaru Levorg GT | BRH | BRH | BRH | DON | DON | DON | THR | THR | THR | CRO | CRO | CRO | OUL | OUL | OUL | SNE | SNE | SNE | THR | THR | THR | KNO | KNO | KNO | SIL | SIL | SIL | BRH | BRH | BRH | 8.       | 233  |
| 2019 | Adrian Flux Subaru Racing | Subaru Levorg GT | 9   | 2   | 25  | 2   | 3   | 5   | 9   | 11  | 3   | 7   | 5   | 4   | 8   | 16  | 7   | 12  | 7   | 20  | 9   | 11  | 9   | Ki  | 16  | 12  | 24  | 11  | 15  | 11  | 1   | 3   | 8.       | 233  |
| 2020 | Laser Tools Racing        | Infiniti Q50     | DON | DON | DON | BRH | BRH | BRH | OUL | OUL | OUL | KNO | KNO | KNO | THR | THR | THR | SIL | SIL | SIL | CRO | CRO | CRO | SNE | SNE | SNE | BRH | BRH | BRH |     |     |     | 1.       | 350  |
| 2020 | Laser Tools Racing        | Infiniti Q50     | 14  | 5   | 1   | 6   | 3   | 2   | 8   | 1   | 4   | 1   | 1   | 11  | 5   | 4   | 4   | 5   | 26  | 3   | 4   | 20  | 5   | 5   | 3   | 4   | 2   | 1   | 6   |     |     |     | 1.       | 350  |
| 2021 | Laser Tools Racing        | Infiniti Q50     | THR | THR | THR | SNE | SNE | SNE | BRH | BRH | BRH | OUL | OUL | OUL | KNO | KNO | KNO | THR | THR | THR | CRO | CRO | CRO | SIL | SIL | SIL | DON | DON | DON | BRH | BRH | BRH | 1.       | 357  |
| 2021 | Laser Tools Racing        | Infiniti Q50     | 9   | 9   | 1   | 11  | 1   | 2   | 5   | 2   | 8   | 14  | 8   | Ki  | 4   | 1   | 5   | 5   | 1   | 10  | 6   | 5   | 3   | 7   | 4   | 3   | 7   | 4   | 8   | 6   | 6   | 1   | 1.       | 357  |
| 2022 | NAPA Racing UK            | Ford Focus ST    | DON | DON | DON | BRH | BRH | BRH | THR | THR | THR | OUL | OUL | OUL | CRO | CRO | CRO | KNO | KNO | KNO | SNE | SNE | SNE | THR | THR | THR | SIL | SIL | SIL | BRH | BRH | BRH | 2.       | 394  |
| 2022 | NAPA Racing UK            | Ford Focus ST    | 4   | 6   | 2   | 9   | 4   | 6   | 3   | 3   | 3   | 2   | 2   | 16  | 6   | 6   | Hn  | 2   | 1   | 5   | 9   | 9   | 1   | 3   | 1   | 5   | 6   | 4   | 2   | 4   | 5   | 4   | 2.       | 394  |
| 2023 | NAPA Racing UK            | Ford Focus ST    | DON | DON | DON | BRH | BRH | BRH | SNE | SNE | SNE | THR | THR | THR | OUL | OUL | OUL | CRO | CRO | CRO | KNO | KNO | KNO | DON | DON | DON | SIL | SIL | SIL | BRH | BRH | BRH | 1.       | 446  |
| 2023 | NAPA Racing UK            | Ford Focus ST    | Ki  | 15  | 3   | 2   | 1   | 1   | 1   | 1   | 4   | 1   | 1   | 12  | 2   | 2   | Ki  | 2   | 1   | Ki  | 6   | 2   | 1   | 1   | 2   | 5   | 23  | 1   | 3   | 1   | 1   | 13  | 1.       | 446  |

### Teljes Brit TCR-bajnokság eredménysorozata
|  |  |  |  |  |  |  |  | 1 | 1 |  |  |  |  |

### Teljes TCR Európa-kupa eredménysorozata
| Év   | Csapat           | Autó                    | 1   | 1   | 2   | 2   | 3   | 3   | 4   | 4   | 5   | 5   | 6   | 6   | 7   | 7   | Helyezés | Pont |
| 2018 | WestCoast Racing | Volkswagen Golf GTI TCR | LEC | LEC | ZAN | ZAN | SPA | SPA | HUN | HUN | ASS | ASS | MNZ | MNZ | CAT | CAT | 17.      | 27   |
| ---- | ---------------- | ----------------------- | --- | --- | --- | --- | --- | --- | --- | --- | --- | --- | --- | --- | --- | --- | -------- | ---- |
| 2018 | WestCoast Racing | Volkswagen Golf GTI TCR |     |     |     |     |     |     |     |     |     |     |     |     | 4   | 3   | 17.      | 27   |
| 2019 | Team WRT         | Volkswagen Golf GTI TCR | HUN | HUN | HOC | HOC | SPA | SPA | RBR | RBR | OSC | OSC | CAT | CAT | MNZ | MNZ | 24.      | 29   |
| 2019 | Team WRT         | Volkswagen Golf GTI TCR |     |     |     |     | 194 | 4   |     |     |     |     |     |     |     |     | 24.      | 29   |

* A szezon jelenleg is zajlik.
† A versenyt nem fejezte be, de helyezését értékelték, mert a versenytáv több, mint 75%-át teljesítette.